# José del Castillo
José del Castillo (ur. 9 maja 1943 w Limie, zm. 4 lutego 2023) – piłkarz peruwiański grający podczas kariery na pozycji pomocnika.

## Kariera klubowa
José del Castillo karierę piłkarską rozpoczął w stołecznym klubie Club Centro Iqueño. Kolejnym jego klubem był Club Sporting Cristal, w którym występował w latach 1961-1974. Ze Sportingiem Cristal czterokrotnie zdobył mistrzostwo Peru w 1961, 1968, 1970 i 1972. Karierę zakończył w meksykańskim klubie CD Veracruz.

## Kariera reprezentacyjna
W reprezentacji Peru del Castillo zadebiutował 3 kwietnia 1965 w przegranym 0-1 towarzyskim meczu z Paragwajem. Ostatni raz w reprezentacji wystąpił 22 kwietnia 1970 w wygranym 3-0 towarzyskim meczu z Salwadorem.
W 1970 uczestniczył w Mistrzostwach Świata. Na turnieju w Meksyku Peru odpadło w ćwierćfinale, a del Castillo był rezerwowym i nie wystąpił w żadnym meczu.
Od 1965 do 1970 del Castillo rozegrał w reprezentacji Peru 13 spotkań, w których zdobył bramkę.